# Louis-François Jauffret

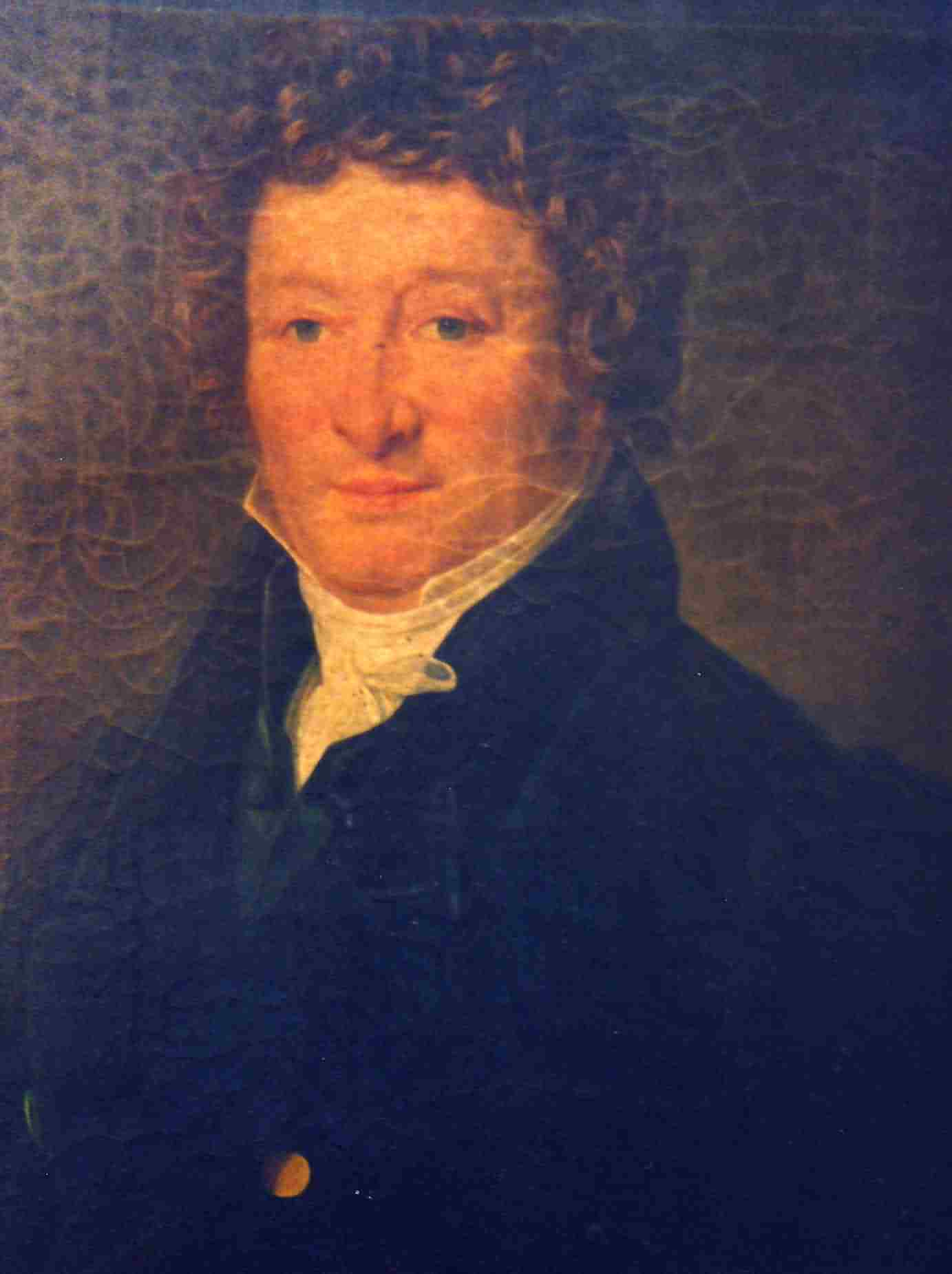
Louis-François Jauffret

Louis-François Jauffret (La Roquebrussanne (Var), 4 de outubro de 1770 - Marselha, 11 de dezembro de 1840) foi um pedagogista, poeta, fabulista, advogado e jornalista francês. Era irmão de Gaspard-André Jauffret, bispo de Metz, de Jean-Baptiste Jauffret, diretor da instituição imperial de surdos-mudos de São Petersburgo e de Joseph Jauffret, burocrata no conselho de estado.
Promoveu os passeios pela natureza como fonte de aquisição de conhecimentos sobre o mundo para a juventude. Fez também numerosas obras sobre pedagogia.